# Brotomys
Brotomys é um gênero de roedor da família Echimyidae.

## Espécies
- †Brotomys contractus Miller, 1929
- †Brotomys voratus Miller, 1916